# 芒德里奇 (堪薩斯州)
芒德里奇（英語：Moundridge）是一個位於美國堪薩斯州麥克弗森縣的城市。

## 地方資料
根據2020年美國人口普查的數據，芒德里奇的面積為4.17平方千米，當中陸地面積為4.06平方千米，而水域面積為0.11平方千米。當地共有人口1974人，而人口密度為每平方千米473.38人。